# Турьев, Степан Ильич
Степа́н Ильи́ч Ту́рьев (коми Илля Степан; 13 [26] апреля 1901, Пезмог — 1 декабря 1986, Муром) — советский военачальник, полковник (1942). Один из командиров 234-й Ярославской коммунистической Ломоносовско-Пражской орденов Суворова и Богдана Хмельницкого стрелковой дивизии.

## Биография
Родился 26 апреля 1901 года в селе Пезмог, Корткеросского района Республики Коми в крестьянской семье. Коми-зырянин. В 1915 году ушёл на заработки в Зауралье, затем устроился работать на один из заводов Екатеринбурга.

### Военная служба

#### Гражданская война
1 декабря 1918 года добровольно вступил в красный партизанский отряд Мандель-баума. В его составе отделенным командиром, затем начальником пулемета и помощником командира взвода участвовал в боях на Северном (Ижмо-Печерском) фронте против английских войск и белогвардейских частей генерала Е. К. Миллера. В 1919 года под Ижмой был легко ранен в руку. В апреле — мае того же года отряд был переброшен на реку Северная Двина, где переименован в Ижмо-Печерский, затем в 478-й стрелковый полк. 19 августа 1919 года Турьев был командирован на 2-е Вологодские пехотные командные курсы. По их окончании в июле 1920 года он был направлен в распоряжение штаба 5-й армии в город Иркутск, а оттуда назначен в 6-й запасной стрелковый полк. Через полтора месяца с маршевой ротой убыл на фронт в 523-й стрелковый полк той же армии. В последующем этот полк переименовывался сначала в 313-й стрелковый полк 5-й армии (сентябрь 1921 г.), затем в 106-й Сахалинский стрелковый полк 36-й Забайкальской стрелковой дивизии (июль 1922 г.). В его составе помощником начальника пулеметной команды участвовал в ликвидации банды Донского в Балаганском уезде Иркутской губернии (февраль — март 1921 г.),
в боях против частей генерал-лейтенанта барона Р. Ф. Унгерна фон Штернберга, в Монгольской операции (май — декабрь 1921 г.).

#### Межвоенные годы
После войны Турьев продолжал служить в 106-м Сахалинском стрелковом полку. С октября 1922 года по январь 1923 года находился на учёбе на высших пулеметных курсах в Москве, по возвращении в полк проходил службу в должностях помощника начальника пулеметной команды, помощника командира и командира стрелковой роты. С сентября 1925 года по август 1926 года он был на Иркутских курсах переподготовки комсостава РККА, затем его назначили командиром пулеметной роты того же полка. В этой должности в июле — ноябре 1929 года принимал участие в конфликте на КВЖД (36-я Забайкальская стрелковая дивизия входила в состав Забайкальской группы войск ОКДВА). В ноябре 1929 года был командирован на курсы «Выстрел», по окончании в августе 1930 года вернулся в полк и проходил службу в должностях командира пулеметной роты, начальника полковой школы, помощника командира полка. Член ВКП(б) с 1931 года.
В мае 1936 года он был назначен начальником 4-го отделения строительно-квартирного отдела штаба ЗабВО. С декабря того же года был начальником конторы подсобных предприятий этого отдела, с октября 1938 года — начальником 4-го отдела Военно-строительного управления (бывший строительно-квартирный отдел). С февраля 1939 года временно и. д. заместителя начальника этого управления по материальному обеспечению. В июле 1939 года майор Турьев был переведен в Орловский военный округ на должность начальника снабжения окружного военно-строительного управления. В декабре того же округа откомандирован в распоряжение Главного военно-строительного управления при СНК СССР. С марта 1940 года и. д. помощника командира по строевой части 282-го стрелкового полка 19-й стрелковой дивизии, с сентября — начальника оперативного отделения штаба этой дивизии. 19 июня 1941 года был назначен помощником начальника отдела штаба тыла УрВО. Однако в должность вступить не успел. В это время на базе штаба и войск округа была сформирована 22-я армия, которая именно в этот период совершала передислокацию на запад в район пгт Идрица (Псковской обл.). С получением назначения майор Турьев убыл в распоряжение штаба этой армии.

#### Великая Отечественная война
- 1941 год

С началом войны продолжал состоять в распоряжении Военного совета 22-й армии, выполнял особые поручения по созданию обороны на рубеже Опочка, Полоцк, Витебск. В августе 1941 года он был назначен начальником группы Инспекции управления тыла этой же 22-й армии. Участвовал в ней в Смоленском сражении, в операциях на великолукском и торопецком направлениях, в Калининской оборонительной операции. В ноябре 1941 года в боях за город Торжок был ранен и эвакуирован в госпиталь. По излечении 21 декабря 1941 года подполковник Турьев был назначен командиром 921-го стрелкового полка 249-й стрелковой дивизии, входившей в состав 4-й ударной армии Северо-Западного фронта.
- 1942 год

9-16 января умело подготовил и искусно провел ряд операций против укрепленных узлов противника в населенных пунктах - Переходовец, Вселуки, Бервенец и ликвидировал их. 13 января незаметно проложил дороги через леса и болота, вывел свой полк в тыл города Андреаполя, внезапно обрушился на противника, чем был обеспечен разгром Андреапольской группировки противника. Мемуары Еременко, 10 глава. 19 января 1942 года в ходе боев за город Торопец он вновь был тяжело ранен (в правое предплечье) и до середины апреля находился на лечении в городе Осташков. За проявленные мужество и героизм в боях, умелое командование полком в Торопецко-Холмской наступательной операции Турьев был награждён орденом Красного Знамени.
По излечении с 16 апреля 1942 года вступил в командование 234-й стрелковой дивизией, входившей в состав той же 4-й ударной армии Калининского фронта. Её части находились в обороне на широком фронте (более 63 км.) на рубеже Скрытея, Грязодубово, Вербище, Гаврово, Тоилово, оз. Моховое, Севостино (по западному берегу реки Аржать), Свинково, Хомичи, Боровца, Бор, Выдра. С 18 мая дивизия входила в состав 41-й, с 11 декабря — 43-й, а с 24 марта 1943 года — 39-й армий этого же Калининского фронта. В марте 1943 года её части во взаимодействии с 306-й и 134-й стрелковыми дивизиями в ходе Ржевско-Вяземской наступательной операции вели наступательные бои и преследовали отступающего противника. В результате этих боев были освобождены 52 населенных пункта, в том числе районный центр и ж.-д. станция Пречистое.
- 1943 год

С августа 1943 года дивизия в составе той же армии участвовала в Смоленской, Духовщино-Демидовской наступательной операции, вела наступление на Рудня. Приказом ВГК от 19 сентября 1943 года ей, как отличившейся в боях при прорыве сильно укрепленной оборонительной полосы немцев в этой операции, было присвоено наименование «Ломоносовская», а её командир полковник Турьев был награждён орденом Отечественной войны 1-й степени. С 17 сентября 1943 года дивизия была выведена в резерв Калининского фронта, а с 24 сентября передана в 4-ю ударную армию (с 20 октября — в составе 2-го Прибалтийского фронта). В конце ноября она вошла в подчинение 11-й гвардейской армии этого фронта и в декабре участвовала в Городокской наступательной операции.
- 1944 год

В январе 1944 года дивизия вновь в составе 4-й ударной армии находилась в обороне севернее Витебска (нас. пункты Ендалаки, Пухи, Грабница, Дворище, Новоселки). Затем в начале февраля она была выведена в резерв Ставки ВГК и со станции Великие Луки по железной дороге переброшена в район Лихославля Калининской области, где вошла в состав 21-й армии. В конце марта 1944 года дивизия была передана 47-й армии, входившей в состав 2-го, а с 5 апреля — 1-го Белорусских фронтов. С 8 июля 1944 года её части участвовали в Белорусской, Люблин-Брестской наступательной операции. В сентябре они вели наступление, имея задачу выйти на рубеж реки Висла. 14 сентября 1944 года ими была освобождена крепость Прага (предместье Варшавы). В ознаменование одержанной победы приказом ВГК от 31 октября 1944 года дивизии было присвоено наименование «Пражская». В дальнейшем до конца года её части находились в обороне северо-западнее Варшавы.
- 1945 год

В начале января 1945 года полковник Турьев был направлен на учёбу на КУВНАС при Высшей военной академии им. К. Е. Ворошилова, где находился до конца войны.
За время войны комдив Турьев был два раза персонально упомянут в благодарственных в приказах Верховного Главнокомандующего.

#### Послевоенное время
После войны в августе 1945 года он был назначен и. д. командира 341-й стрелковой дивизии Беломорского ВО. 24 апреля 1947 года гвардии полковник Турьев уволен в запас по болезни.
Проживал в городе Муроме Владимирской области. Активно участвовал в работе совета ветеранов Ярославской коммунистической дивизии, в создании музея дивизии (ныне — Музей боевой славы).

## Награды
- орден Ленина (21.02.1945)[4][5]
- два ордена Красного Знамени (31.01.1942[6], 03.11.1944[5][7])
- орден Богдана Хмельницкого II степени (06.04.1945)[8]
- два ордена Отечественной войны I степени (24.09.1943[9], 06.04.1985[10][11])
  - медали в том числе:
  - «За боевые заслуги» (28.10.1967)[12]
  - «XX лет Рабоче-Крестьянской Красной Армии» (1938)[8]
  - «За победу над Германией в Великой Отечественной войне 1941—1945 гг.» (23.06.1945)[13]
  - «За освобождение Варшавы» (1945)
  - «Ветеран Вооружённых Сил СССР» (1976)
- знак «50 лет пребывания в КПСС»

Приказы (благодарности) Верховного Главнокомандующего в которых отмечен С. И. Турьев
- За овладение штурмом важнейшим опорным пунктом обороны немцев на путях к Смоленску — городом Духовщина. 19 сентября 1943 года. № 17.
- За овладение крепостью Прага — предместьем Варшавы и важным опорным пунктом обороны немцев на восточном берегу Вислы. 14 сентября 1944 года № 187.